# Dieudonné Lokossou
Dieudonné Lokossou, originaire de Bopa au Bénin et mort le 7 septembre 2021 à Cotonou au Bénin, ancien secrétaire générale de la CSA Bénin et de la Syntra Sonacop, est un  syndicaliste béninois et acteur de la société civile au Bénin.

## Biographie

### Militantisme syndical
Dieudonne Lokossou s'engage dans le mouvement syndical béninois pendant plusieurs décennies. Avant sa retraite professionnelle, il occupe le poste du Secrétaire général du Syndicat des Travailleurs de la Société nationale de Commercialisation des Produits pétroliers (Syntra Sonacop). En novembre 2005, il devient le Secrétaire général de la Confédération des Syndicats Autonomes du Bénin. Après deux mandats consécutifs de cinq ans à la tête de cette organisation, il rend les rênes à Anselme Amoussou en janvier 2017 à la bourse de travail de Cotonou,.

## Décès et hommages
Victime d'une embolie pulmonaire, il décède le 7 septembre 2021 au centre national hospitalier et universitaire Hubert Koutoukou Maga (CNHU-HKM) à Cotonou et enterré le samedi 25 septembre 2021, à Bopa dans le département du Mono,,,.

## Affaire Sonacop
Le gouvernement de Boni Yayi l'accuse de n’avoir pas dénoncé la gestion de son son ancien directeur général  à la Société Nationale de Commercialisation des produits Pétroliers (SONACOP). Le 17 mai 2013, il est convoqué à la Brigade Economique et Financière et traduit devant le tribunal de Cotonou avant d'être relâché. Ses camarades fustigeant la démarche reçoivent le soutien des députés de l'Union fait la Nation qui adressent une question orale au gouvernement pour s'expliquer.